# 弗羅利夫卡
49°43′22″N 30°47′28″E / 49.72278°N 30.79111°E
弗羅利夫卡（烏克蘭語：Фролівка）是位於烏克蘭北部的村莊，由基辅州奧布希夫區的米羅尼夫卡市鎮負責管轄。該村始建於1908年，面積15.6平方公里，2001年人口170，人口密度每平方公里10.9人。